# Caburé

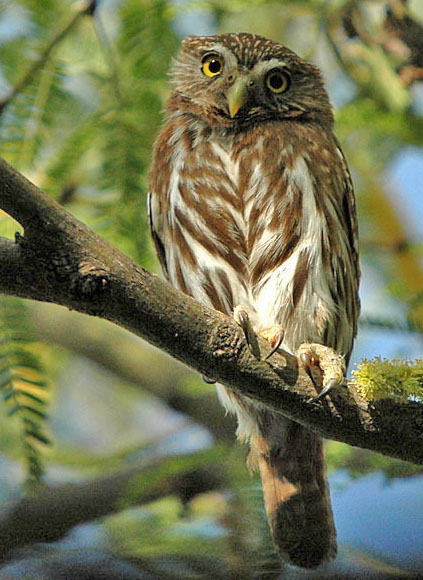
Caburé chico, Glaucidium brasilianum.

Caburé es el nombre común de varias aves rapaces nocturnas (orden Strigiformes) del género Glaucidium endémicas de América del Sur. En conocidas en España como mochuelos.
Las siguientes especies se denominan habitualmente caburés:
- Glaucidium bolivianum, caburé yungueño.[2]
- Glaucidium brasilianum, Glaucidium ferox, caburé chico,[3] caburé,[4] caburey.[5]
- Glaucidium jardinii, caburé andino.[6]
- Glaucidium minutissimum, caburé menor.[7]
- Glaucidium mooreorum, caburé de Pernambuco.
- Glaucidium nanum, caburé austral,[8] caburé grande.
- Glaucidium tucumanum, caburé.